# Vivien Duffield
Vivien Duffield, född  26 mars 1946, är en brittisk filantrop

## Karriär och privatliv
Vivien Louise Duffield, dotter till affärsmannen och filantropen, miljonären Sir Charles Clore och hans fru Francine (född Halphen), är en alumn från Lady Margaret Hall vid Oxfords universitet, där hon, 1963, började sin utbildning i moderna och medeltida språk
Hon var tidigare gift med finansmannen John Duffield. 2005 separerade hon och hennes partner sedan 30 år, Sir Jocelyn Stevens.
Efter hennes fars död 1979, övertog Dame Duffield ordförandeposten i Clore Foundations i Storbritannien och Israel. 1987 startade hon sin egen stiftelse, Vivien Duffield Foundation. Organisationerna slogs ihop år 2000 i Storbritannien och blev då Clore Duffield Foundation. Bland mottagarna av stöd från Duffields organisation finns bland andra Royal Opera House, British Museum samt Natural History Museum. Organisationen har finansierat flera Clore Learning Centers runt om i Storbritannien. Dessa center erbjuder teaterutbildningar, på och runt scenen. 
Utöver ordförandeposten i den egna stiftelsen har Dame Duffield varit medlem av flera olika styrelser. Mellan 1990 och 2001 satt hon med i styrelsen för the Royal Opera House och är för närvarande ordförande för dess gåvofond. Hon sitter även med i styrelsen för Southbank Centre samt Royal Ballet. Hon startade JW3, ett judiskt center, som öppnade i London 2013. Hon sitter även kvar som ordförande för Clore Foundation i Israel.

## Utmärkelser
1989 blev hon CBE (Commander (sv: Kommendör av 2 klass)) av Brittiska imperieorden. 2000 blev hon DBE (Dame Commander (sv: Kommendör av 1 klass)) och därmed medlem av det brittiska ridderskapet och fick titeln Dame. 2006 tilldelades Dame Vivien the Beacon Fellowship Prize och 2008 blev hon en av de första att motta medalj för kulturell filantropi i Storbritannien. 
I februari 2013 utsågs hon till en av de hundra mäktigaste kvinnorna i Storbritannien, av Woman's Hour på BBC Radio 4